# Огурцов Юрій Семенович
Юрій Семенович Огурцов (нар. 24 квітня 1936, Подольський район, Московська область, РРФСР) — радянський футболіст, нападник.

## Життєпис
Розпочинав грати за команди «Труд» з Ногінська (1960), Тули (1961, обидві – клас «Б») та Балашихи (1961, КФК). 12 вересня 1961 року дебютував у чемпіонаті СРСР у складі ленінградського «Адміралтейця» — у матчі проти «Зеніту» (2:2) вийшов після перерви і через шість хвилин забив перший м'яч у відповідь. До кінця сезону провів ще чотири матчі у чемпіонаті, забив два голи. У Кубку СРСР грав у 1/4 та 1/2 фіналу. 1962 розпочав у «Динамо» Ленінград, але не провів жодного матчу й перейшов у «Вимпел» Калінінград. 1963 року зіграв чотири матчі, відзначився одним голом за «Металург» (Запоріжжя).